# Dennis Vlaminck
Dennis Vlaminck (* 1970 in Jülich) ist ein deutscher Schriftsteller und Journalist.
Nach seinem Studium der Germanistik, Philosophie und Politikwissenschaften an der Kölner Universität arbeitete er zunächst für die Kölnische Rundschau und schließend für den Kölner Stadt-Anzeiger. Im  Kölner Emons Verlag veröffentlichte er seine ersten Romane.

## Werke
- Reliquiem. Historischer Roman. Emons Verlag, Köln 2008, ISBN 978-3-89705-582-7.
- Domfeuer. Historischer Roman. Emons Verlag, Köln 2011, ISBN 978-3-89705-871-2.
- Das schwarze Sakrament. Ein Krimi aus dem Mittelalter. Emons Verlag, Köln 2015, ISBN 978-3-95451-453-3.